# Gabriel Shirley
Gabriel „Gabby“ Shirley (* um 1980, verheiratete Gabriel Aves) ist eine neuseeländische Badmintonspielerin. 

## Karriere
Gabriel Aves siegte 2011 bei den Manukau International. Unter ihrem Geburtsnamen Shirley belegte sie Rang drei bei den Auckland International 2000, den Manukau International 2001, den Auckland International 2002, den New Zealand Open 2003, den Canterbury International 2004 und den Auckland International 2004. Bei den New Zealand Open 2004 wurde sie Zweite im Doppel und Dritte im Mixed.